# Air Malawi
Air Malawi — в прошлом национальная авиакомпания Малави, базировавшаяся в аэропорту Блантайра Чилека и выполнявшая региональные пассажирские рейсы. В ноябре 2012 года было объявлено о ликвидации авиакомпании ввиду плохого финансового положения, а в феврале 2013 года её рейсы были приостановлены.
Авиакомпания была основана в 1964 году как дочерняя компания Central African Airways, позже став независимой. За исключением кратковременных дальнемагистральных рейсов в Лондон в 1970-х годах, авиакомпания всегда концентрировалась на региональных рейсах со своего хаба в международном аэропорту Чилека в Блантайре.
Финансовые трудности не были редкостью для Air Malawi, правительство Малави пыталось приватизировать её дважды. Первая попытка в 2003 году обернулась неудачей, поскольку покупатель в партнёрстве с South African Airways не смог внести залог. Вторая попытка в 2007 году провалилась из-за разногласий по условиям сделки с покупателем, компанией Comair из Южной Африки. Комиссия по приватизации Малави объявила в сентябре 2012 года, что она приступила к новому поиску покупателя для Air Malawi, а в июле 2013 года в сотрудничестве с Ethiopian Airlines была создана новая авиакомпания Malawi Airlines.

## Корпоративные данные

### Показатели деятельности
Air Malawi постоянно терпела убытки. Показатели деятельности за последние годы существования авиакомпании представлены ниже.
|                                    | 2004 г. | 2005 г. | 2006 г. | 2007 г. | 2008 г. | 2009 г. | 2010 г. | 2011 г. | 2012 г. |
| ---------------------------------- | ------- | ------- | ------- | ------- | ------- | ------- | ------- | ------- | ------- |
| Оборот (млн. кванч)                | н/д     | н/д     | н/д     | н/д     | 3078    | 2600    | 1654    | н/д     | н/д     |
| Чистая прибыль/убыток (млн. кванч) | -43     | -730    | -854    | 132     | −922    | −1,471  | -1169   | н/д     | н/д     |
| Число сотрудников в конце года     | н/д     | н/д     | н/д     | н/д     | н/д     | н/д     | н/д     | н/д     | 270     |
| Количество бортов в конце года     | н/д     | н/д     | н/д     | н/д     | 3       | 5       | 3       | 3       | 2       |
| Источники                          | [ 5 ]   | [ 5 ]   | [ 6 ]   | [ 6 ]   | [ 7 ]   | [ 7 ]   | [ 7 ]   | [ 8 ]   | [ 8 ]   |

## Направления
Маршрутная сеть Air Malawi в ноябре 2011 состояла из следующих направлений.

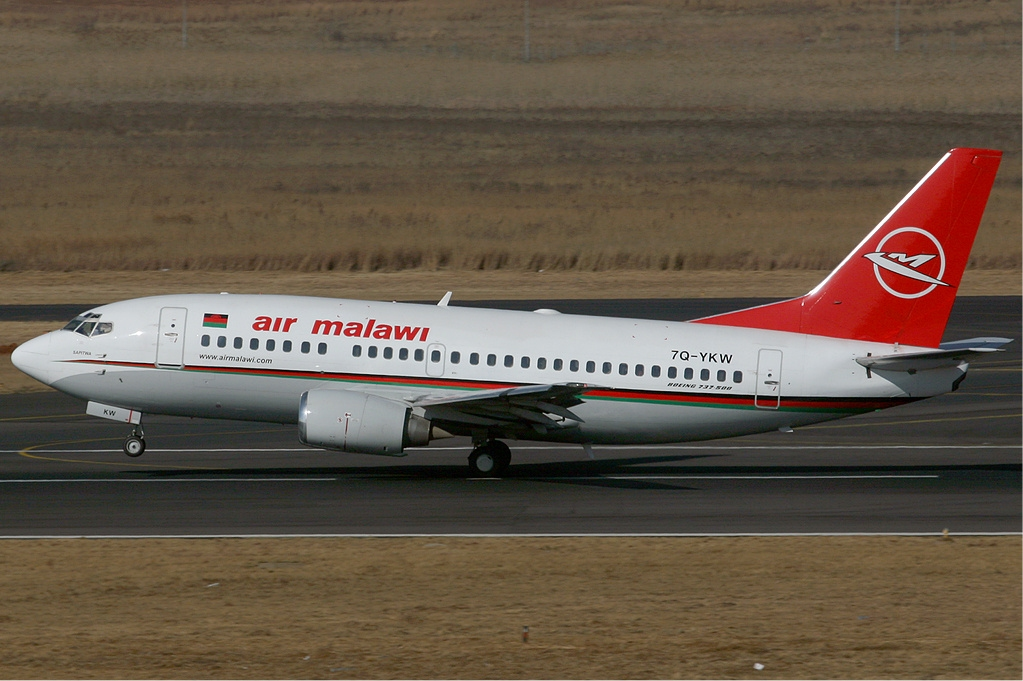
Boeing 737-500 Air Malawi

|  | Хаб |

## Флот

### Исторический флот
До ликвидации авиакомпании в её флот входили следующие самолёты: